# Rodolfo Ziberna
Rodolfo Ziberna (Gorizia, 29 novembre 1961) è un politico e dirigente pubblico italiano, sindaco di Gorizia dal 26 giugno 2017.

## Biografia

### Famiglia e studi
Coniugato con Arianna nel 2000, nel 2001 nasce la loro figlia Maria Letizia.
Nato a Gorizia, consegue il diploma di maturità scientifica per poi laurearsi presso la facoltà di giurisprudenza dell'Università di Bologna. Successivamente svolge l'attività di praticante avvocato e procuratore legale. Dal 1989 al 2010 è stato iscritto come patrocinatore all'Albo dei Procuratori presso il Tribunale di Gorizia. Durante gli anni universitari è stato contitolare di una società per la commercializzazione di prodotti chimici per la casa, organizzatore di grandi eventi musicali, culturali ed editoriali. 
Dal 2004 al 2013 è stato Direttore generale dell'Unione delle Province del Friuli Venezia Giulia.

### Attività politica
Nel 1990 e fino al 1993 è stato assessore del comune di Gorizia con deleghe alla cultura, all'istruzione, ai giovani, al turismo e allo sport. È stato anche amministratore dell'azienda farmaceutica e vice presidente delle aziende municipalizzate di Gorizia, consigliere comunale del comune, componente della giunta integrata della Camera di Commercio. 
Diventa quindi segretario regionale, vicesegretario e successivamente presidente nazionale dei Giovani socialdemocratici; nel PSDI ricopre il ruolo di vicesegretario provinciale di Gorizia, sino alla chiusura della sede provinciale ed all'estinzione politica di questo partito nella provincia di Gorizia, avvenuta nel 1993. Nel 1994 contribuisce alla fondazione di Forza Italia nella sua città e in tutta la provincia isontina, diventandone coordinatore provinciale dal 2013 al 2017. Nel 2010 diventa presidente del consorzio per lo sviluppo del Polo Universitario di Gorizia, fino al 2013.
Nel maggio 2012 è stato nominato assessore tecnico con delega alla cultura, al turismo, ai grandi eventi, all'associazionismo e al volontariato mentre nel 2013 viene eletto consigliere regionale del Friuli-Venezia Giulia.
Nel 2017 viene candidato alla carica di sindaco di Gorizia in vista delle elezioni comunali con una coalizione di centro-destra.
Ricandidato alle amministrative del 2022, viene riconfermato sindaco.
È il sindaco della designazione di Nova Gorica e Gorizia a Capitale europea della cultura 2025.
Dal 2017 è Presidente della Fondazione "Villa Coronini Kronberg" e della Fondazione ComPA, articolazione di ANCI FVG.

### Altre attività
Dal 2001 al 2013 è stato Presidente della Lega Nazionale di Gorizia.
Nel 2012 è stato inoltre Presidente nazionale dell'Associazione Nazionale Venezia Giulia e Dalmazia, di cui dal 2009 è stato vicepresidente e tuttora dirigente nazionale.
Ha scritto e pubblicato due romanzi gialli/thriller, "L'ultimo contratto" e "Distruggere Odessa ", cui è stato conferito - quest'ultimo- del premio "Nuove Lettere", sezione "Cartofrena".